# Almuniente
Almuniente (aragónul Almunient) település Spanyolországban, Huesca tartományban. Almuniente Barbués, Grañén, Senés de Alcubierre, Torres de Barbués, Robres és Torralba de Aragón községekkel határos. Lakosainak száma 444 fő (2024).

## Népesség
A település lakosságának változását az alábbi diagram mutatja:
| Lakosok száma | 617  | 571  | 559  | 567  | 550  | 528  | 501  | 460  | 454  | 444  |
|               | 2001 | 2004 | 2006 | 2009 | 2011 | 2014 | 2016 | 2019 | 2021 | 2024 |